# Скрипка Энгра

Ман Рэй. «Скрипка Энгра» (1924, Вашингтон, Смитсоновский музей американского искусства)

«Скрипка Энгра» (фр. Violon d'Ingres) — фразеологизм, означающий увлечение, слабость какого-либо известного человека, непрофессиональное занятие, второе призвание. Его возникновение связано с Жаном Огюстом Домиником Энгром — французским художником, живописцем и графиком, общепризнанным лидером европейского академизма XIX века и главой школы с многочисленными учениками и последователями. Он с ранних лет получил художественное и музыкальное образование, серьёзно занимался игрой на скрипке и несколько лет выступал в качестве второй скрипки в оркестре тулузского оперного театра. Став знаменитым художником, Энгр не бросил своего увлечения. В свободное время он играл на любимом инструменте, гордясь своими успехами, и общался со многими выдающимися музыкантами эпохи. Со временем фразеологизм «скрипка Энгра» получил распространение не только во французской культуре, но и в других странах. Дополнительную известность он получил, когда Ман Рэй создал в 1924 году фотографию «Скрипка Энгра» — одну из самых известных своих работ и сюрреализма в целом, отсылающую как к известному увлечению французского художника, так и к его творчеству.

## Происхождение

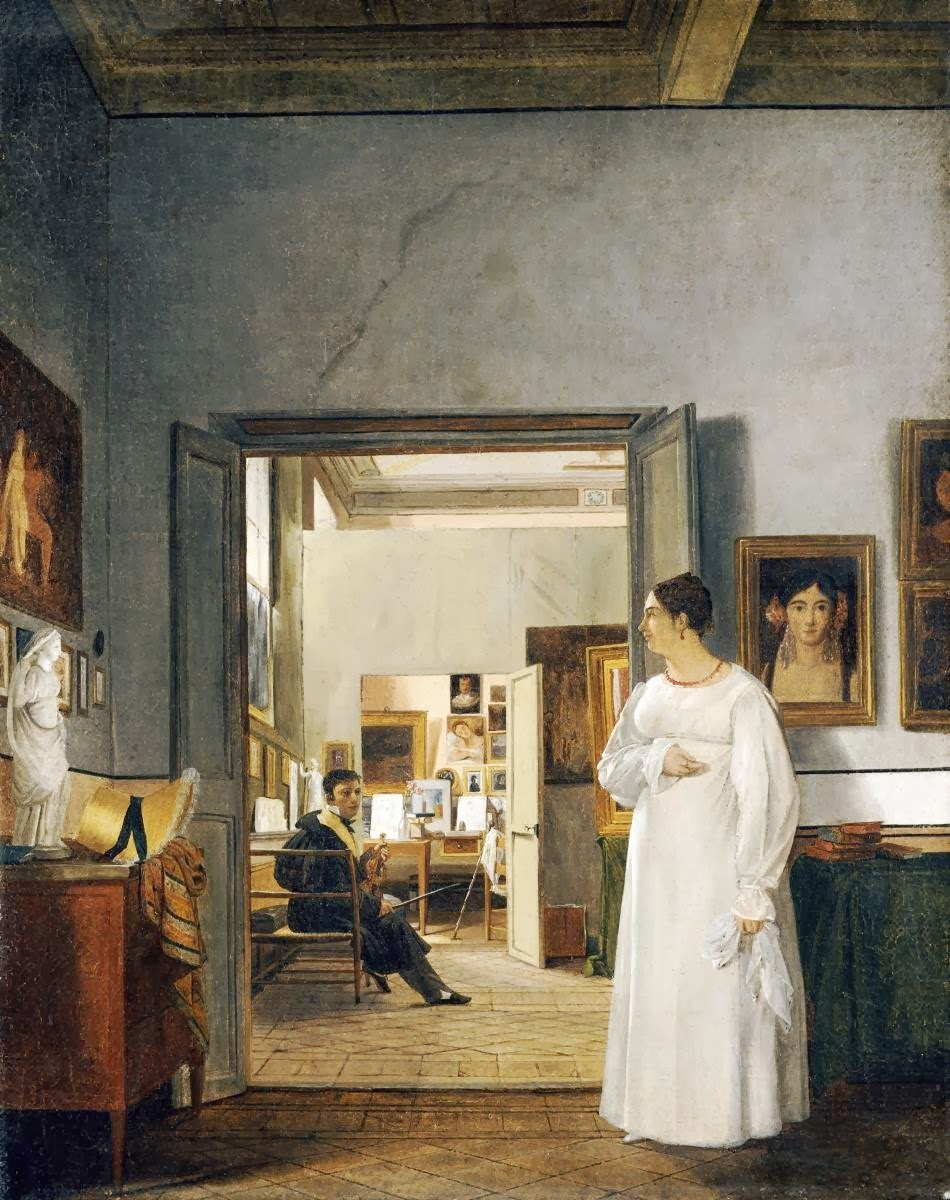
Жан Ало. «Мастерская Энгра в Риме». (1818, Монтобан, Музей Энгра)

Жан Огюст Доминик Энгр родился 29 августа 1780 года в Монтобане на юго-западе Франции, где по настоянию отца, занимавшегося живописью и скульптурой, а также игравшего на скрипке, получил художественное образование. Кроме этого, он с ранних лет пел и брал уроки музыки, обучаясь игре на скрипке. Жан получил первые уроки музыки и рисования дома, а позже стал посещать школу в Монтобане (фр. École des Frères de l'Éducation Chrétienne), где смог в очень раннем возрасте реализоваться как художник и скрипач. В 1791 году поступил в тулузскую Академию живописи, скульптуры и архитектуры (фр. Académie Royale de Peinture, Sculpture et Architecture), где достиг значительных успехов, отмеченных наградами. При этом он не оставил занятий музыкой под руководством известного скрипача Лежана. В 1793—1796 годах выступал в качестве второй скрипки в оркестре тулузского Капитолия — местного оперного театра. Став знаменитым художником, Энгр не порывал с игрой на скрипке, гордился своим увлечением и играл в свободное от занятий живописью время. Он также общался с выдающимися музыкантами, в том числе с Никколо Паганини, Луиджи Керубини, Шарлем Гуно, Гектором Берлиозом, Ференцем Листом и другими, создав портреты некоторых из них. В связи с таким отношением к любимому музыкальному инструменту и возникло выражение «скрипка Энгра», означающее слабость какого-либо известного человека, увлечение, хобби, «конёк», «вторую натуру». Во французском языке оно также используется в форме «иметь [свою] скрипку Энгра» (avoir un violon d’Ingres). Со временем фразеологизм получил распространение, причём не только во французской культуре, став известным и в других странах.

## В культуре
Давние творческие века знали гармоническое единство Поэта и Комедианта. Шекспир, Мольер — гении, вершины такого синкретизма, утраченного, когда «калечащее разделение труда» (Маркс) проникло и в искусство. XIX век придумал выражение, ранее немыслимое: «Скрипка Энгра», то есть второй (и второстепенный) талант, причуда художника-профессионала. А в наш век уже появилось «хобби» — баловство, оригинальничанье, развлечение в часы досуга.
В 1900 году французский писатель Эмиль Золя, рассказывая британскому журналу The King о своём глубоком увлечении фотографией, связал его с фразеологизмом о второй страсти Энгра, выразившись следующим образом: «У каждого должна быть своя „скрипка Энгра“, и признаюсь, что питаю чрезвычайную страсть к своей» («Chaque homme devrait avoir un „violon d’Ingres“ et je confesse mon extrême passion pour le mien»). Ромен Роллан упомянул это устойчивое выражение в своих мемуарах в отношении художника-академиста Эрнста Эбера и композитора Шарля Гуно. Так, по словам писателя: «В Риме Эбер учился вместе с Гуно, и они стали близкими друзьями. У старого художника был свой конёк, такой же, как у Энгра, скрипка, но увы! играл он фальшиво». Французский писатель, поэт, драматург, художник, сценарист и кинорежиссёр Жан Кокто за разносторонность интересов и занятий назвал себя «оркестром скрипок Энгра». Андре Моруа в биографическом очерке о Кокто приводил его характерную цитату: «Если я пишу, я пишу, если рисую, то рисую, если работаю для экрана, покидаю театр; если обращаюсь к театру, оставляю кино, и скрипка Энгра всегда казалась мне лучшей из скрипок». В отношении художника Льва Бакста Кокто как-то выразился, что тот похож на «какаду со скрипкой Энгра на голове». К метафоре, связанной со «скрипкой Энгра», обратился Марсель Пруст в романе «Пленница», являющемся пятым в цикле «В поисках утраченного времени» и посмертно изданном в 1923 году:
Но Бергот человек простой, услужливый, ему ничего не стоит помещать в «Голуа» или где-нибудь ещё маленькие заметки в хронике, написанные наполовину юмористом, наполовину музыкантом; они, в самом деле, очень милы, и я, в самом деле, буду весьма рад, если Чарли прибавит к скрипке два-три мазка Энгра.

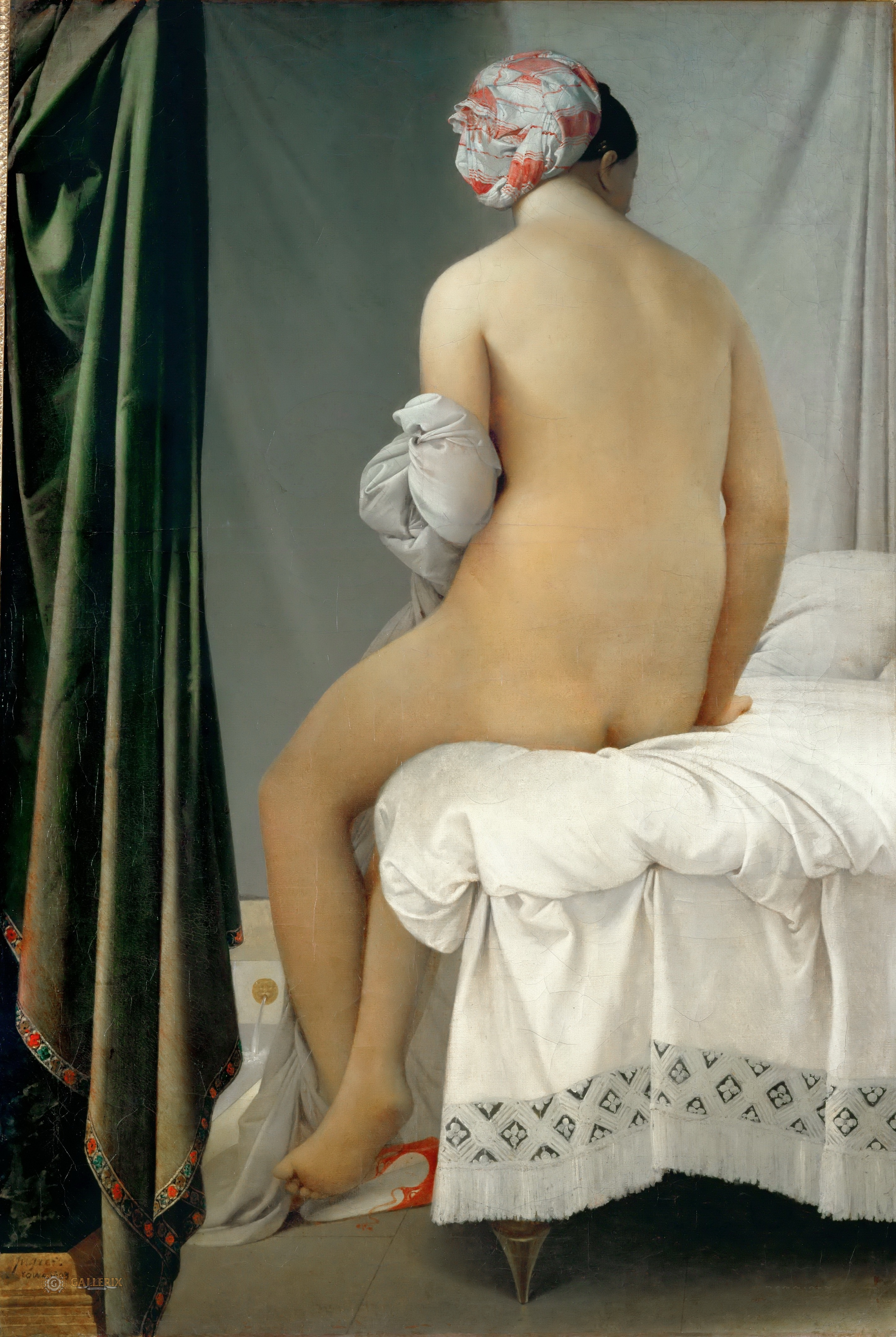
Жан Огюст Доминик Энгр. «Купальщица Вальпинсона» (1808, Лувр, Париж)

В 1924 году к этому фразеологизму в своей постановочной фотографии «Скрипка Энгра» обратился Мэн Рэй — американский и французский художник и фотограф, близкий к дадаистам и сюрреалистам, обосновавшийся в Париже за несколько лет до этого. Эта работа считается одной из наиболее известных фотографий не только самого автора, но и сюрреализма в целом. Рэй был большим поклонником французского художника, и, помимо отсылки к связанной с ним идиомой, в фотографии прослеживается влияние картины Энгра, наиболее известной как «Купальщица Вальпинсона» (1808). Натурщицей в «Скрипке Энгра» выступила одна из самых известных моделей и муз художников Парижской школы 1920-х годов — Кики с Монпарнаса, с которой Рэй встречался на протяжении ряда лет. Как и обнажённая у Энгра, она запечатлена художником со спины, при этом было остроумно обыграно «сходство форм сидящей спиной к зрителю обнажённой женщины и очертаний музыкального инструмента». О соотношении фразеологизма и фотографии Йенс Смит писал, что такая отсылка вносит ещё большую неопределённость в концепцию произведения, по его мысли, «балансирующего между объективацией и изображением красоты модели, причём с изрядной долей юмора». Авторы издания «Фотография. Всемирная история» отмечая сюрреалистический характер произведения, писали, что представив свою модель в виде «„энгроподобной“ одалиски» Рэй вероятно провозглашал женское тело своим собственным violon d'Ingres [хобби]. 14 мая 2022 года аукционный дом Christie’s продал этот снимок за $12,4 млн, что стало установлением двух рекордов. Так, он стал самым дорогим произведением мастера и самой дорогой фотографией в истории. 
В 1930-е годы французский режиссёр, теоретик кино, поэт Жак-Бернар Брюниус, в сотрудничестве с Жоржем Лабруссом, создал короткометражный сюрреалистический экспериментальный фильм «Скрипка Энгра», премьера которого прошла в 1939 году на Всемирной выставке в Нью-Йорке.
Идиома и увлечение Энгра повлияли на проведение выставок, организованных по принципу представления работ деятелей искусства в неосновных для них областях, то есть не в тех, где они достигли наибольших успехов. Так, в 2005 году в московском Государственном музее изобразительного искусства им. Пушкина в рамках юбилейного фестиваля «Декабрьские вечера» была проведена выставка «Скрипка Энгра. Второе призвание. XX век», где экспонировались подобные образцы живописи и графики знаменитых представителей культуры. Основанная на аналогичном принципе экспозиция была проведена на Вилле Медичи в Риме с 1 ноября 2018 года по 3 февраля 2019 года.